# Candida ubatubensis
Candida ubatubensis é uma espécie de levedura. A sua estirpe tipo é UNESP 01-247RT (=CBS 10003T =NRRL Y-27812T).